# Baldo Baldi
Baldo Baldi (Livorno, 1888. február 19. – Livorno, 1961. december 21.) olimpiai bajnok olasz tőr- és kardvívó.